# Parafia św. Andrzeja Apostoła w Brudzawach
Parafia Świętego Andrzeja Apostoła w Brudzawach – parafia rzymskokatolicka, znajdująca się w diecezji toruńskiej, w dekanacie Jabłonowo Pomorskie.
Na obszarze parafii leży miejscowość Brudzawy. 